# الکسیوکا (شهرستان اوفیمسکی، باشقیرستان)
الکسیوکا (انگلیسی: Alexeyevka, Ufimsky District, Republic of Bashkortostan) یک شهرک در شهرستان اوفیمسکی استان باشقیرستان کشور روسیه است.